# Google地球
Google地球（英語：Google Earth）是一款Google公司开发的虛擬地球儀软件，它将卫星图、航空照相和GIS数据叠加在地球的三维模型上。 用户可以通过键盘或鼠标控制地球仪来探索整个地球，也可以通过地址和经纬坐标来定位。用户可以使用KML语言在桌面版的地图上添加自定义数据。最初，Google地球只提供桌面版本，2012年Google地球增加了对Android和iOS等移动平台的支持，2017年Google地球推出网页版。
除地球的三维模型以外，桌面版的Google地球还提供了月球和火星的模型，观察太空的星空模式，以及飞行模拟器游戏。Google地球也能将Panoramio和维基百科的街景图片和地点信息显示在地球仪上。网页版的Google地球还包括具有导游功能的“探索者”模式。
截止至2019年，Google地球已经拍摄了3600万平方英里的卫星图片，覆盖了地球98%的人口地区。其街景服务已经拍摄了1000万英里的360°全景照片。
Google地球在隐私和国家安全方面引发了许多争议。有些国家和地区要求谷歌在卫星图像中隐藏涉密的军事区域。

## 开发历史
20世纪90年代末期，Intrinsic Graphics开发了一个3D游戏软件库。为了演示他们的产品，他们开发了一个可以放大旋转的三维地球模型。这是Google地球的技术原型。在1999年，Intrinsic创立了Keyhole公司，该公司由约翰·汉克领导。约翰·汉克表示，他创立这个公司的灵感来源于尼尔·斯蒂芬森的小说《溃雪》中的一个“虚拟地球”。Keyhole开发了一种向客户端传输大型地图数据库的技术，并从NASA、地方政府和其他商业公司获取了最初的卫星地图数据。之后，Keyhole利用这些技术和数据，开发了“Keyhole EarthViewer”，这个软件能将卫星和航拍图片无缝拼接在3D地球模型上。但由于互聯網泡沫的影响，Keyhole在成立之初就遇到了资金枯竭的问题。
2003年初，Keyhole与CNN达成了协议，允许CNN以极低的价格使用EarthView地图，但必须在电视画面中附有Keyhole的Logo。Keyhole并没有指望这些10多秒的动画视频能给他们公司带来什么改变。但在2003年伊拉克战争期间，CNN大量使用了EarthView地图，以跟踪战争进程。很快，美国中央情报局的风险投资公司IQT电信和国家地理空间情报局就联系了Keyhole，让它与国防地图数据库一起协同使用，这为Keyhole提供了急需的资金。2003年，由于游戏库销售不佳，Intrinsic Graphics公司被Vicarious Visions收购，其核心工程师和管理团队留在了Keyhole。
2004年4月，Keyhole公司向Google创始人谢尔盖·布林和拉里·佩奇展示了他们的软件，随后在10月，谷歌正式收购了Keyhole。其创始成员布莱恩·麦克兰登和约翰·汉克留在了Google。2005年，Google推出了收购了Keyhole后的第一个版本：Google地球3.0。2010年汉克在谷歌内部成立创业公司Niantic Labs，开发了Field Trip、Ingress等产品，后于2015年脱离Google成为独立公司。
Google地球最初使用C++语言在Windows平台上开发。后来移植到了Android和iOS平台中。2017年4月18日，经过全新设计的Google地球9.0发布。由于采用了Native Client技术，刚发布时仅能在Google Chrome浏览器中运行。此版本增加了“探索者”、“手气不错”等功能。2020年2月27日，Google使用C++语言在WebAssembly上重写了Google地球，从此Google地球可以在Firefox和Edge浏览器上运行。

## 卫星图像
Google地球由大量从卫星或飞机上拍摄的图片拼接而成，靠近地面的图像通常由一张原始的航拍图组成。将地图缩小，可视范围变大时，图像由多张航拍图拼接而成，不同航拍图的拍摄时间和成像质量有所不同。Google地球的卫星图来源于不同的卫星提供商。在卫星图的下方会标记卫星图的来源与拍摄日期。在NASA和USGS的陸地衛星8号发射之前，Google部分依赖于陸地衛星陸地衛星7号的图像。由于卫星的硬件故障，图像的边缘会有损失。2013年，Google通过数据挖掘分析了陸地衛星7号拍摄的多组图像，解决了此问题，并消除了云和大气对图像的影响。2016年，Google使用陸地衛星8号来提供更高分辨率的图像。图像的分辨率从15米到1米不等。对于地球上的大部分地区，Google地球使用美国宇航局的航天飞机雷达地形测量任务（SRTM）的数据，以对地形进行建模。
由于卫星图提供商不同，卫星图的版权协议各有差异。在遵守归属准则的前提下，可以有限度的免费使用Google地球的图片。
在Google地球5.0版本中，Google引入了历史图像，用户可以查看多年前拍摄的卫星图像。使用此功能可以观察某一区域随时间的变化。

## 功能及用途
启动网页版Google地球后，一个缓慢旋转的地球模型会出现在屏幕上。用户可以点击并拖动鼠标或手指来转动地球。可以滑动鼠标滚轮或使用两根手指来放大地球，当放大到接近地面时，视线会逐渐与地面平行并进入3D模式。用户也可以点击3D按钮直接进入3D模式。在3D模式中，用户可以自由地游览整个城市的3D模型。用户可以在左侧的搜索菜单中使用名称或经纬度搜索并定位目的地。
在“探索者”模式中，用户可以按照设定好的路线，按顺序游览地球。每个地点都会展示此地点的3D模型、全景图片或视频，在旁边会显示关于此地点背景知识的知识卡片。该版本还添加了“手气不错”按钮，该按钮可以将用户带到地球上的随机位置，并向他们显示知识卡片，知识卡片的内容大多来源于维基百科。

### 3D城市模型
具有3D覆蓋範圍的國家/地區  過去曾經有3D覆蓋範圍的國家/地區 

  高覆蓋率的3D建築物  3D建築物的中景覆蓋  3D建築物覆蓋率低 

在部分地区，Google地球可以显示3D建筑模型。Google地球中的第一批3D建筑是使用SketchUp等3D建模程序创建的。2009年，谷歌发布Building Maker以方便用户建立和上传3D建筑模型。Google在2012年6月宣布，它将用自动生成的3D建筑替换用户生成的3D建筑物。
谷歌在飞机上搭载了5个不同方向的摄像机，当飞机以不同角度飞过同一地区时，会拍摄到不同角度的图片。谷歌首先对图片进行初步处理，以去除云、雾霾对图片质量的干扰，谷歌也会抹去地面上的汽车。之后计算机会对这些图片进行分析，以制作出标示镜头与物体距离的深度图。不同角度的深度图可以制作成网格图，这是建筑物的一个粗略的3D模型。然后将拍摄的的图片贴图到这些模型上。为了得到更好的显示效果，这些图片大多数是在春天拍摄的。

### 街景

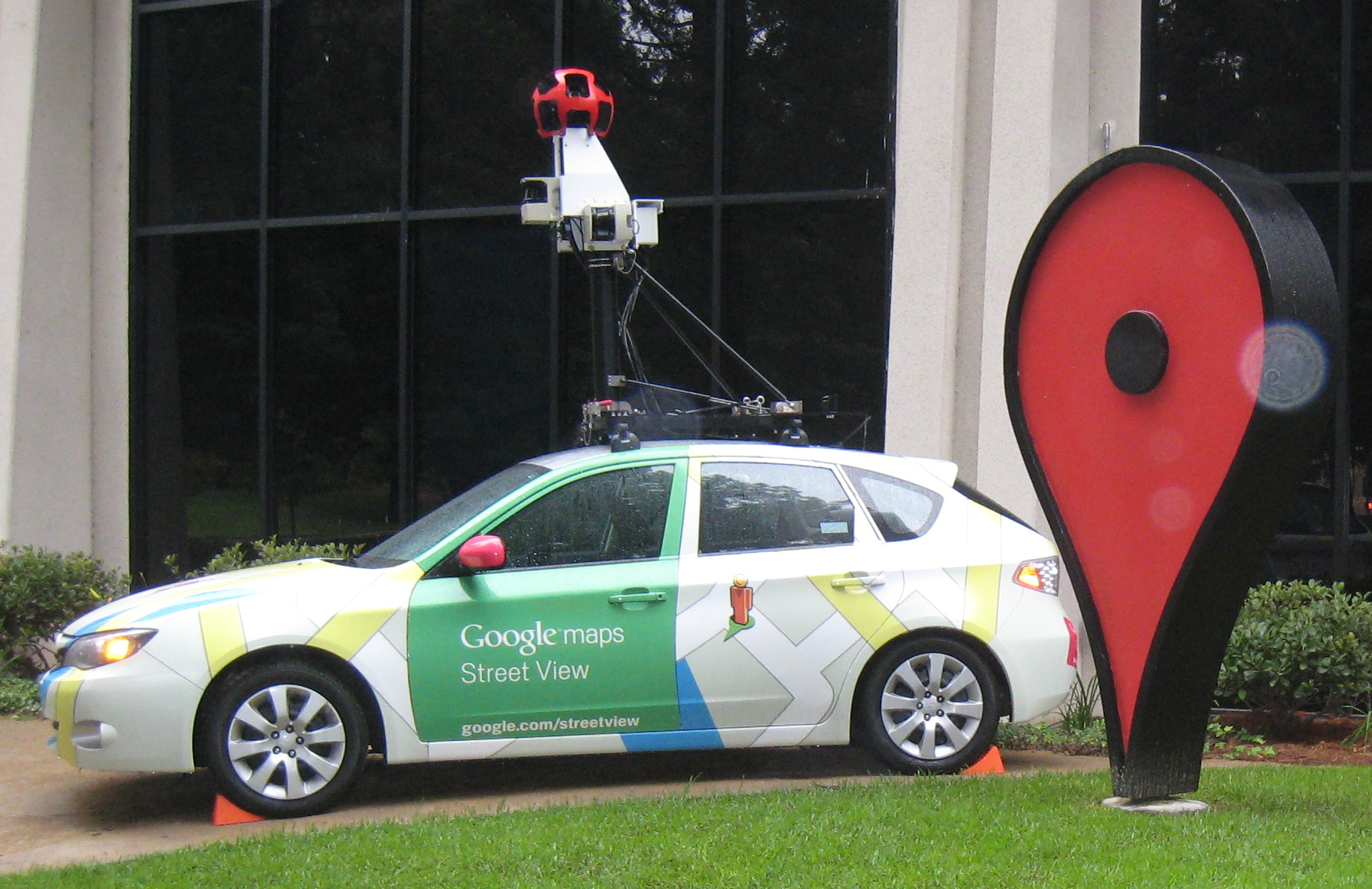
位于美国加利福尼亚州山景城的谷歌街景车

2008年4月15日，谷歌推出Google地球4.3版本，此版本正式整合街景视图功能。Google街景视图提供水平方向360°及垂直方向290°的街道全景街景视图。这些照片是由安装在汽车上的相机拍摄的。Google街景中的全景图片可使用鼠标点击拖动，以从不同大小、不同方向及不同角度观看。在车不能进入的地方（如某些限定行人通行的区域、狭窄的街道以及公园小巷等），则以Google三轮车替代。

### 水體与海洋
谷歌海洋在2009年被引入Google地球5.0中。Google海洋提供世界各地海洋的水下全景图，附带世界各地的航海影像、图片、适合冲浪处、适合潜水处、鱼群出没地、有过真实海洋考察的地点等信息。利用此功能，用户可以潜到海平面以下，以三维的形式探索海底的各个角落。
2011年6月，Google将某些深海底区域的分辨率从1公里的网格提高到了100米。哥伦比亚大学拉蒙特-多尔蒂（Lamont-Doherty）地球观测所的海洋学家提供了大量的海底高分辨率图像，这些图像覆盖了大约5％的海床。

### 专业版功能
以下功能仅适用于运行于Windows平台上的Google地球专业版。

#### 外太空

##### 谷歌星空
谷歌星空于2007年8月22日在Google地球4.2中推出，2008年3月13日推出网页版。用户可以在谷歌星空中查看恒星和其他天体。Google地球的图层功能同样适用于星空模式，并可以在紫外线、红外线、X射线或微波等不同波段下浏览星空。Google与太空望远镜科学研究所（STScI）等天文机构展开合作，收录了哈勃望远镜等望远镜拍摄的超过1亿颗恒星和2亿个星系的图像。用户也可以从外部的KML文件导入更高分辨率的星空图片。

##### 火星
Google地球也提供了火星的3D模型。火星侦察轨道飞行器的HiRISE摄像机还提供了一些高分辨率图像，这些图像的分辨率与地球上的相似。此外，还有许多火星着陆器的全景图像，例如“火星探测漫游者”，“勇气号”和“机遇号”。这些图片可以用类似于Google街景的方式查看。
在谷歌火星的塞东尼亚区火星人脸旁边，谷歌放置了一个聊天机器人“Meliza”，用户可以打字与其交谈。

##### 月球
Google在2009年7月20日阿波罗11号任务40周年之际，将该功能引入了Google地球。谷歌月球包含了多个导游图层，如阿波罗11号之旅。

#### 图层
Google地球具有“图层”功能，可以让用户更好的了解特定地点。图层所对应的图标会覆盖在地图的特定位置上上，点击图标可以了解此位置在图层中的详细信息。包括了地理資訊、街景、交通、气象、海洋和照片库等图层。一些图层包括导游功能，用户可以按照图层中的特定顺序浏览地球。用户可以使用KML语言来创建自定义图层。2006年12月，维基百科和Panoramio作为图层集成到了Google地球中。该图层可以在地图的对应位置上展示Panoramio用户拍摄的照片和此位置对应的维基百科条目。

#### 飞行模拟器
飞行模拟器功能在Google地球4.2版本中首次出现。飞行模拟器中提供了两架飞机。飞行时，会在原有的地球浏览界面上叠加一个平视显示器以模拟真实的飞机驾驶体验。除了使用键盘控制之外，还可以使用鼠标或操纵杆来控制模拟器。

### 其他用途
除了以上的基本用途外，Google地球也还有许多其他用途。台灣高雄警方在追查非法地下油行的行动中，依據Google地球衛星照片及線民所提供地理資料，從照片拍攝找到借由藏身在無門牌號工地裡的油槽、油罐車所進行非法販油位置，因而循線到偵破地下油行。2019年，有人通过Google地球找到了美国的一名失踪了22年的男子。Google地球也可用于查看受灾地区，例如2010年1月12日海地发生海地地震，Google于1月17日提供了最新的图像。Google通过Earth View网站公开了大量高清桌面壁纸。此外，Google地球中的卫星图像也是开源情报的重要来源。
2009年，谷歌与马德里的普拉多博物馆合作，将14幅绘画作品数字化，并可以在Google地球和Google地图浏览3D化的普拉多博物馆。使用Google地球上的街景视图，用户可以探索30个世界遗产，并通过知识卡片了解其历史背景。
Google地球還推出Timelapse功能，在Timelapse中加入數千張歷史衛星照片並拼接成縮時視頻，用戶可以查看地球的變化。

## 版本
Google地球的前身Keyhole Viewer 1.0在2001年发布。Android版Google地球于2010年2月22日发布，iOS版于2008年10月27日发布。2010年在奥迪A8上推出了汽车版Google地球。2017年，Google发布了运行于Chrome浏览器的网页版Google地球。2020年2月27日，Google向Firefox、Edge和Opera等其它浏览器开放了浏览器版的Google地球。 
| 版本  | 发布日期   | 注释                                                                                                  |
| ----- | ---------- | --- |
| 1.0   | 2001年7月  | |
| 1.4   | 2002年1月  | |
| 1.6   | 2003年2月  | |
| 1.7.2 | 2003年10月 | |
| 2.2   | 2004年8月  | |

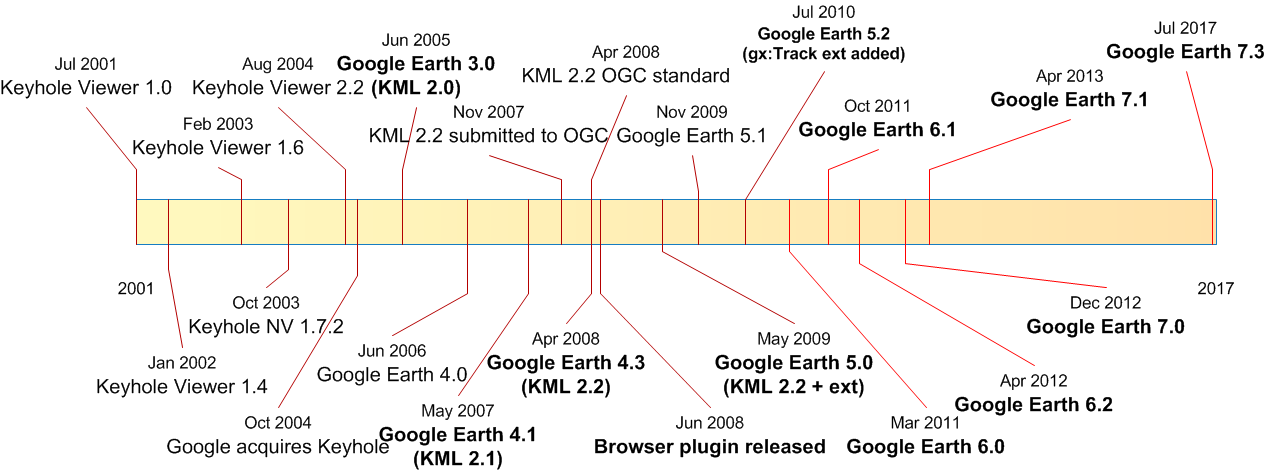
Google地球版本历史

| 3.0   | 2005年6月  | - Google收购Keyhole后的第一个版本                                                                     |
| 4.0   | 2006年6月  | |
| 4.1   | 2007年5月  | |
| 4.2   | 2007年8月  | - 推出Google Sky - 推出飞行模拟器                                                                     |
| 4.3   | 2008年4月  | - 发布KML 2.2 - 引入了Google街景                                                                      |
| 5.0   | 2009年5月  | - 添加Google海洋 - 允许查看历史卫星图像                                                               |
| 5.1   | 2009年11月 | - 支持Windows 7                                                                                       |
| 5.2   | 2010年7月  | |
| 6.0   | 2011年3月  | - 添加了3D树木 - 可通过拖放“街景小人”进入街景模式                                                     |
| 6.1   | 2011年10月 | |
| 6.2   | 2012年4月  | |
| 7.0   | 2012年12月 | - 引入了对3D影像数据的支持 - 添加了导游模式                                                           |
| 7.1   | 2013年4月  | |
| 7.3   | 2017年7月  | - 普通版Google地球并入Google地球专业版中。（Google还为所有较早期的Pro版本公开提供了免费的许可证密钥） |
| 9.0   | 2017年4月  | - 程序进行了重构，仅适用于Google Chrome和移动平台。                                                   |

### Google地球专业版
Google地球专业版（英語：Google Earth Pro）最初是Google地球的企业版本，具有电影制作器和数据导入器等功能。价格为每年399美元。2015年1月，Google决定免费向所有用户开放。从7.3版开始，Google地球专业版目前是Google地球桌面应用程序的标准版本。

### Google地球增强版
Google地球增强版（英語：Google Earth Plus），它是对Google Earth的付费版本，提供从GPS设备读取轨迹等功能，其中大多数功能已在免费的Google Earth中提供。2008年12月起Google Earth Plus停止更新。

### Google地球企业版
Google地球企业版（英語：Google Earth Enterprise）是针对企业用户使用的版本。此版本可以使用PB级别的私有数据创建自定义图层，并可以在未连网的情况下使用。2017年，Google将其开源至GitHub，并添加了合成3D地形的功能。

### Google Earth VR
2016年11月16日，Google在威尔乌的Steam平台上发布了Google地球的虚拟现实版本。用户可以使用VR控制器操控Google Earth VR，以第一人称视角环绕、飞跃Google地球中的3D模型。

## Google地球Outreach
Google地球Outreach（英語：Google Earth Outreach）是一项慈善计划，Google通过该计划为非营利组织提供Google地球等工具，以帮助世界各地的非营利组织和公益组织宣传他们的工作。Google Earth Outreach提供了Google Earth和Google Maps的在线培训，以帮助科学家解决地区或全球的问题。2008年6月，对亚马逊热带雨林中的20个土著部落（例如Suruí）进行了培训，以帮助他们保护其文化并提高他们对毁林问题的认识。

## Google地球引擎
Google地球引擎（英語：Google Earth Engine）是一个分析和可视化地理数据的雲端運算平台，可以处理卫星影像以及其他地理观测数据。它提供卫星图像数据库的访问权限。Google地球引擎与Google雲端平台合作，研究人员可以访问陸地衛星和Sentinel-2的数据。通过卫星数据，可以观察农业、自然资源和气候的变化。Google地球引擎也有一个在线的集成开发环境（IDE），可以调用Javascript API编写程序分析数据，并实现数据的可视化。除此之外，用户也可以使用Python和Javascript语言通过应用程序接口向服务器发出请求。
Google地球引擎被多次用作追踪森林砍伐的工具。该引擎的曾被用于绘制墨西哥森林的地图、以及监测亞馬遜雨林中的森林砍伐。马里兰大学使用Google地球引擎追踪全球森林的面积变化，发现全球森林覆盖率正在减少。卡内基科学研究所与Imazon研究所与谷歌合作，参与了Google地球引擎的开发。这两个组织都使用Google地球引擎来绘制森林地图。此外，Google地球引擎也有许多其它的应用。包括：监测老虎栖息地和珠穆朗玛峰周围植被的变化、绘制疟疾风险地图、全球地表水地图。
2013年，Google地球引擎添加了延时视频功能。截止至2019年，可以通过此功能制作从1984年到2018年的延时视频。用户可以通过这个功能直观地来观察森林、城市在数十年间的变化。

## Google Earth Studio
Google Earth Studio是一个基于浏览器的动画制作软件，可以模拟航拍视角，为3D城市模型录制视频。Google Earth Studio的界面类似于主流的非线性视频编辑软件，具有完整的时间线和关键帧编辑功能。用户可以将镜头推远或拉近，或环绕某个物体拍摄，也可以自行设定飞行路线，将镜头从一个物体转移到另一个物体来拍摄。此工具并不能导出完整视频，只能以PNG格式导出所有帧。

## 液态银河

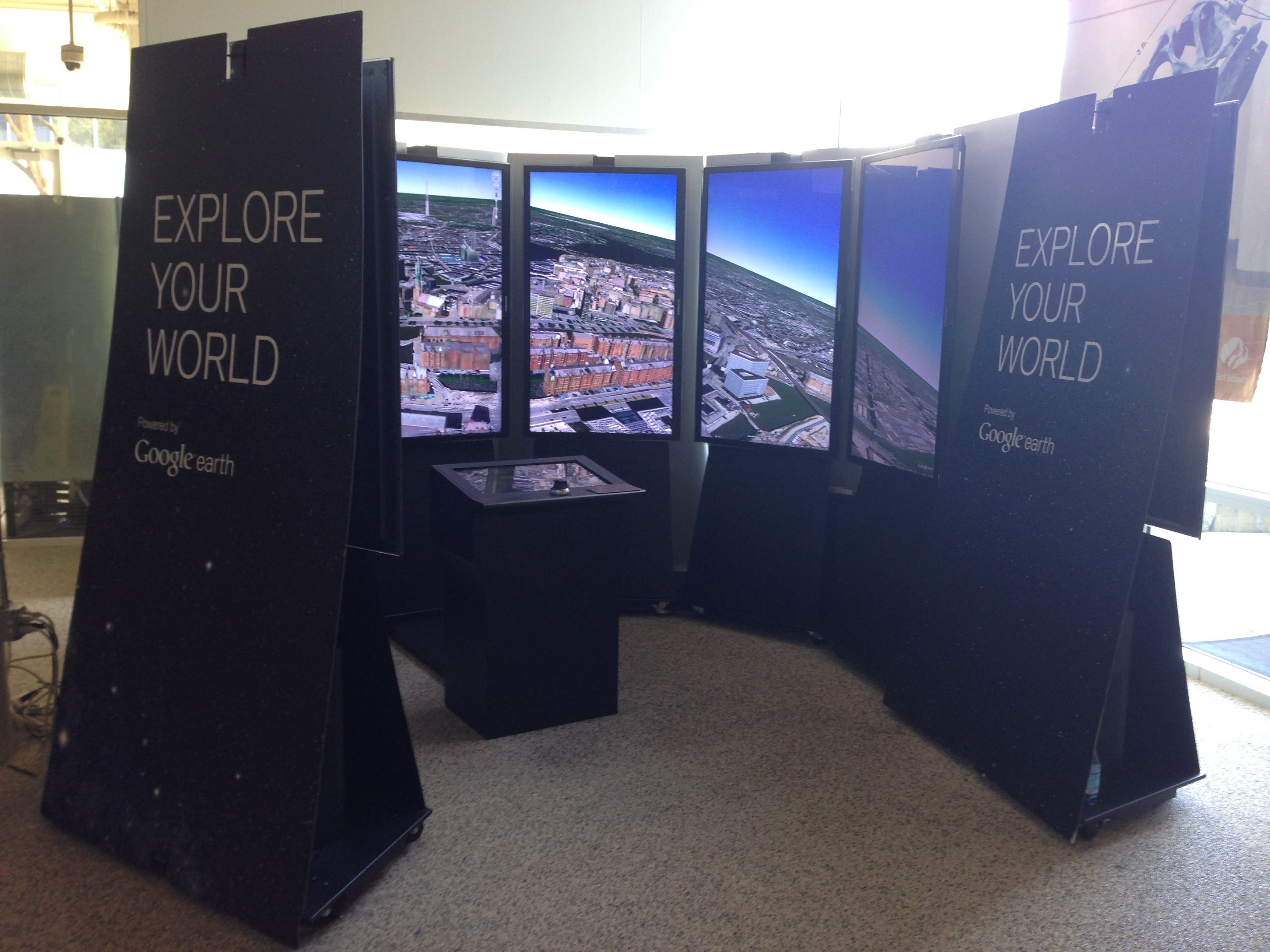
Google总部内的液态银河

液态银河（Liquid Galaxy）是Google的一个开源项目，利用计算机集群和多屏显示环绕技术，为用户提供身临其境的Google地球体验。Google将八个55英寸的LCD屏幕环绕放置，提供了全景式的体验。

## 评价与争议
包括国家官员在内的许多利益集团对Google地球持批评态度，他们认为Google地球会侵犯隐私或对国家安全构成威胁，因为在Google地球上可以浏览到军事设施，这些情报有可能会被恐怖分子利用。2006年，摩洛哥的电信公司摩洛哥电信屏蔽了Google地球。由于美国政府的出口限制，2007年，Google地球停止向伊朗和苏丹提供服务。
在学术领域，对Google地球的关注度日益增高。《数字地球国际期刊》上有多篇文章将Google地球与其他专业的、官方的平台相比较。Google地球被认为是一种“地球观测媒体”，它提高了民众对气候变化的认识，也使民众意识到人类有能力改造地球。 在教育领域，研究发现，Google地球的交互式界面可以培养学生的空间思维能力，提高学生的兴趣，对地理教学工作有着促进作用。《国家地理》网站也与Google地球合作，推出了许多教育资源。

### 争议

#### 国家安全问题
Google地球含有向公众公开的高清晰卫星图像，包括英国和美国在内的诸多国家的军事基地被曝光，这对许多国家的国家安全造成了威胁。美国的许多军事设施在Google地球中被打上了马赛克。印度前总统阿卜杜尔·卡拉姆表示对印度敏感地区高分辨率照片的关注，Google后来表示同意审查印度敏感地区。印度空间研究组织发表声明称，Google地球构成了对印度安全的威胁，并寻求与Google公司对话。韩国政府对该软件提供的总统府和军事设施的图像表示关注，称朝鲜政府可能加以利用。
中国政府也曾认为Google地球存在泄密问题。Google公司对此解释称，Google地球使用的是任何公司都可以购买的商业卫星图片，而且，除非有特殊缘由，使用的图片一般为数月到数年之前的历史图片，并非非实时观测图片。而中国相关部门也决定推出国家地理信息服务平台进行反制。由于中国网络审查，包括Google地球在内的大量Google服务遭到防火长城封锁。
2019年2月13日，Google在台北、新北、桃园和台中推出了3D城市地图。随后发现台湾导弹基地等国防设施被3D城市地图曝光。中華民國國防部部长颜德发15日表示，已組织一專案小組，与Google方面协调處理。2月23日，Google确认将从台湾删除其所有3D图像。 但后面又恢复了3D图像。
恐怖分子也曾借助Google地球实施恐怖活动。2008年孟买连环恐怖袭击事件参与攻击的唯一一名幸存枪手承认，他们在事件前曾使用Google地球了解被攻击建筑物附近的情况。

#### 软件问题
2009年，安裝Google地球的新版本時，會自動下載Google提供的軟件升級程序。如果后台没有运行此更新程序，Google地球将无法运行。《连线》杂志认为，未经用户同意的自动更新会给用户的计算机安全带来风险，而且使用付费网络自动下载更新会带来不必要的流量消耗。
Google地球使用的演算法將眾多衛星圖片以計算拼接方式形成大圖，有時造成影像錯位和扭曲效果。如2019年7月初，網上有傳聞通过Google衛星圖指出三峽大壩發生變形並有可能潰壩。其後三峽集團澄清，表示大壩運行正常，指出Google衛星圖並非由衛星直接拍攝，而是基於一系列演算法處理形成，因此在顯示某些場景時會出現偏差。

#### 其他問題
Google地球的地标有时被部分网友用作政治工具，例如有来自中国大陆的網友在台灣玉山山頂插上五星紅旗。也有一些日本網友在中國東北標示滿洲國地名。
也有人认为Google地球会导致种族歧视。在2009年，Google增加了18世纪和19世纪日本旧木刻版地图的图层。这些地图标出了部落民居住的地区，这些部落民曾饱受种姓歧视。今天，他们的后裔仍然面临歧视，许多日本人担心Google地球的标注会使得这个地区遭受种姓歧视者的攻击。
由于Google地球收集了大量高清卫星及街景图片，引发了民众对隐私问题的担忧。美国部分公民对Google提出了集体诉讼。为保护隐私，Google街景中的人脸和车牌都进行了模糊处理。此外，Google地球的原开发公司Keyhole曾与国家地理空间情报局展开过合作，美国中央情报局也曾为Keyhole提供过大量的资金。在Google收购Keyhole以后，Google也与美国情报与国家安全部门展开过大量的合作。
网友们也在Google地球发现了很多奇怪的地点，如伊拉克血湖、美国亚利桑那州飞机坟场和地面上的一些大型神秘图案。这些发现大多数为军事基地或艺术家的艺术作品。2006年，一位用户在中国偏远地区发现了一个大型沙盘模型。该模型是喀喇昆仑山脉的缩小1/500后版本。

## 外部連結
- Google地球官网（页面存档备份，存于）
- Google地球网页版（页面存档备份，存于）
- Google Earth Studio（页面存档备份，存于）
- Google Earth Engine（页面存档备份，存于）
- Google Earth Outreach（页面存档备份，存于）